# Пшемык, Гжегож
Гжегож Пшемык (пол. Grzegorz Przemyk; 17 мая 1964, Варшава — 14 мая 1983, Варшава) — польский молодой поэт, погибший во время военного положения в ПНР. 12 мая 1983 был задержан милицейским патрулём, жестоко избит и через день скончался. Гибель Гжегожа Пшемыка вызвала массовое возмущение в стране, осложнения во власти, усиление протестов Солидарности. В современной Польше Гжегож Пшемык почитается как жертва коммунистического режима.

## Жизнь
Родился в семье варшавской интеллигенции. Родители Гжегожа Пшемыка вскоре развелись, но поддерживали дружеские отношения. Отец Леопольд Пшемык работал инженером, имел другую семью (Гжегож заботился о сводных брате и сестре). Мать Барбара Садовская была известна в стране как поэтесса и диссидентка, активистка демократической оппозиции, сотрудничала с Солидарностью. После введения военного положения в ПНР 13 декабря 1981 Барбара Садовская состояла в католическом комитете помощи политзаключённым. Преследовалась Службой госбезопасности (СБ), 3 мая 1983 была избита офицерами милиции. На допросах в СБ ей не раз угрожали «несчастным случаем» с сыном.
Гжегож Пшемык окончил в Варшаве гимназию имени Анджея Фрыч-Моджевского. По отзывам друзей, он был «обычным подростком, одним из нас», но отличался независимым характером. Увлекался музыкой, писал стихи. Его стихотворение W dniu, w którym przyjdziesz po mnie… — В день, когда придёшь за мной… впоследствии оценивалось как не по возрасту зрелое, проникнутое талантом и печальным мировосприятием. Папа Римский Иоанн Павел II даже просил уточнить, действительно ли такие стихи написаны подростком.
В доме Барбары Садовской часто собирались диссиденты. Гжегож воспитывался в атмосфере антикоммунистической оппозиционности, интересовался культурой андерграунда. В его гимназии были популярны самоуправленческие идеи «Солидарности». Но сведений о собственной политической активности Пшемыка источники не содержат
В четверг 12 мая 1983 Гжегож Пшемык, Цезары Филозоф, Якоб Котаньский, Пётр Кадльчик и Игор Белиньский отмечали окончание гимназии. Военное положение, приостановленное 31 декабря 1982, ещё не было отменено. Майские дни вызывали особую тревогу властей — 3 мая 1982 Польша была охвачена массовыми протестами, в Варшаве происходили ожесточённые уличные столкновения. Кроме того, на 12 мая 1983 приходилась 48-я годовщина кончины Юзефа Пилсудского. Эта дата традиционно считалась в ПНР поводом для антиправительственных выступлений и вызывала нервозность в правящей компартии ПОРП. На улицах польских городов усиливалось милицейское патрулирование. Привлекались спецподразделения ЗОМО, известные особой жестокостью как «бьющее сердце партии».

## Смерть
Около половины шестого вечера патруль ЗОМО на Замковой площади обратил внимание на группу подростков. Нарушений порядка с их стороны не было, но вели они себя шумно и весело, а милиция проявляла повышенную бдительность. Патрульный Иренеуш Косьцюк потребовал документы. Котаньский, Кадльчик и Белиньский предъявили удостоверения, но у Пшемыка и Филозофа их не оказалось. Зомовец приказал следовать в комиссариат милиции. Пшемык попытался отказаться и получил два удара дубинкой, после чего его силой посадили в автозак. Вместе с ним сел Филозоф. Котаньский, Кадльчик и Белиньский бросились за документами к родителям задержанных.

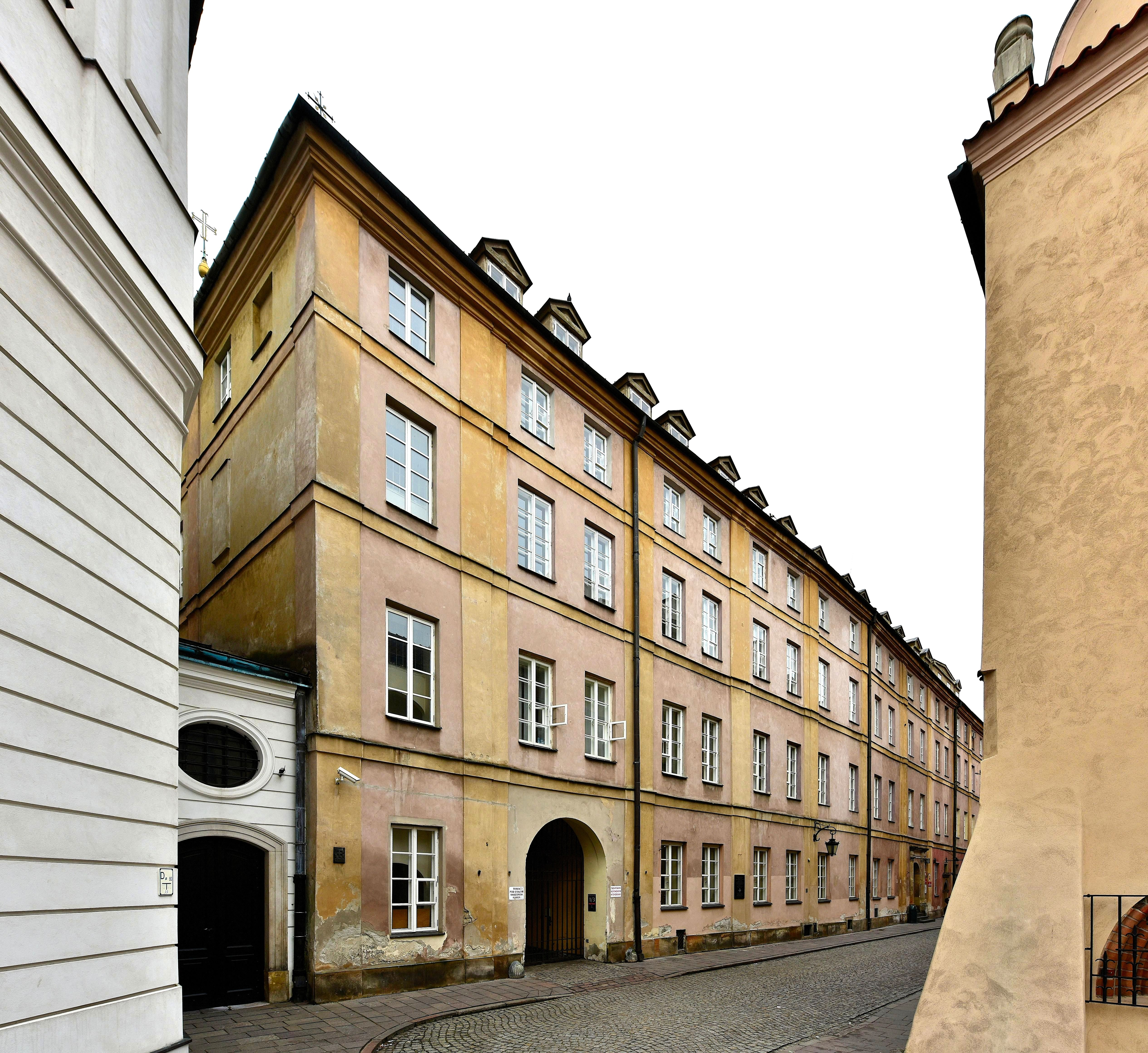
Здание бывшего комиссариата милиции на Езуицкой улице

Гжегожа и Цезары доставили в комиссариат на Езуицкой улице. Дальнейшее известно в основном по рассказу Филозофа. Пшемык заявил, что приостановка военного положения снимает обязанность постоянного ношения документов. Разговор о законе и праве разъярил милиционеров. С криком «Мы тебя научим носить бумаги!» Иренеуш Косьцюк и неустановленный зомовец начали бить задержанного. Гжегож Пшемык пытался сопротивляться и даже сделал движение, похожее на рывок в их сторону. После этого началось сильнейшее избиение. На вчерашнего школьника бросились трое. К первым двум присоединился дежурный по комиссариату сержант Аркадиуш Денкевич. Он произнёс слова, ставшие известными всей стране: Żeby nie było śladów! — [Бить,] Чтобы не было следов!
Имя Гжегожа Пшемыка и его родство с Барбарой Садовской на тот момент ещё не было известно. Политических претензий ему не предъявлялось. Происходящее носило характер «бытового» милицейского беспредела.
Гжегожу Пшемыку были нанесены более пятидесяти ударов кулаками и дубинками. Когда Якуб Котаньский привёз его удостоверение личности, Гжегож уже не мог стоять. Было понятно, что происходит ЧП. Комендант комиссариата (начальник отдела) Константы Махновский дал знать в дзельницкую (районную) комендатуру. Оттуда прибыл капитан Роман Гембаровский. Он вызвал скорую помощь, заявил врачам, что задержанный психически ненормален и подозревается в наркомании. Санитары скорой не обнаружили никаких признаков наркомании. Они посчитали, что задержанный симулирует психическое расстройство, чтобы выбраться из милиции и поторопились забрать его. Состояние Пшемыка быстро оценили как критическое и повезли в больницу, где оказали первую помощь. Однако требование милиции направить задержанного в психиатрическую клинику документировалось при вызове, и врачи обязаны были это выполнить. Приехавшая Барбара Садовская под свою ответственность забрала сына домой. Гжегож рассказал матери о случившемся. Информация стала распространяться.
На следующий день состояние Гжегожа настолько ухудшилось, что Садовская снова вызвала скорую. В больнице диагностировали кровоизлияние и повреждения внутренних органов, несовместимые с жизнью. 14 мая 1983 около часа дня Гжегож Пшемык скончался. Ему ещё не исполнилось полных 19 лет.

## Политические последствия

### Общество
15 мая информация о смерти Гжегожа Пшемыка обнародовалась в подпольных и западных СМИ. Реакция была однозначной — убийство совершено агентами коммунистического государства. Многие посчитали это местью властей Барбаре Садовской. Теперь, однако, это предположение рассматривается как маловероятное, поскольку Гжегож Пшемык явно не был опознан в комиссариате.

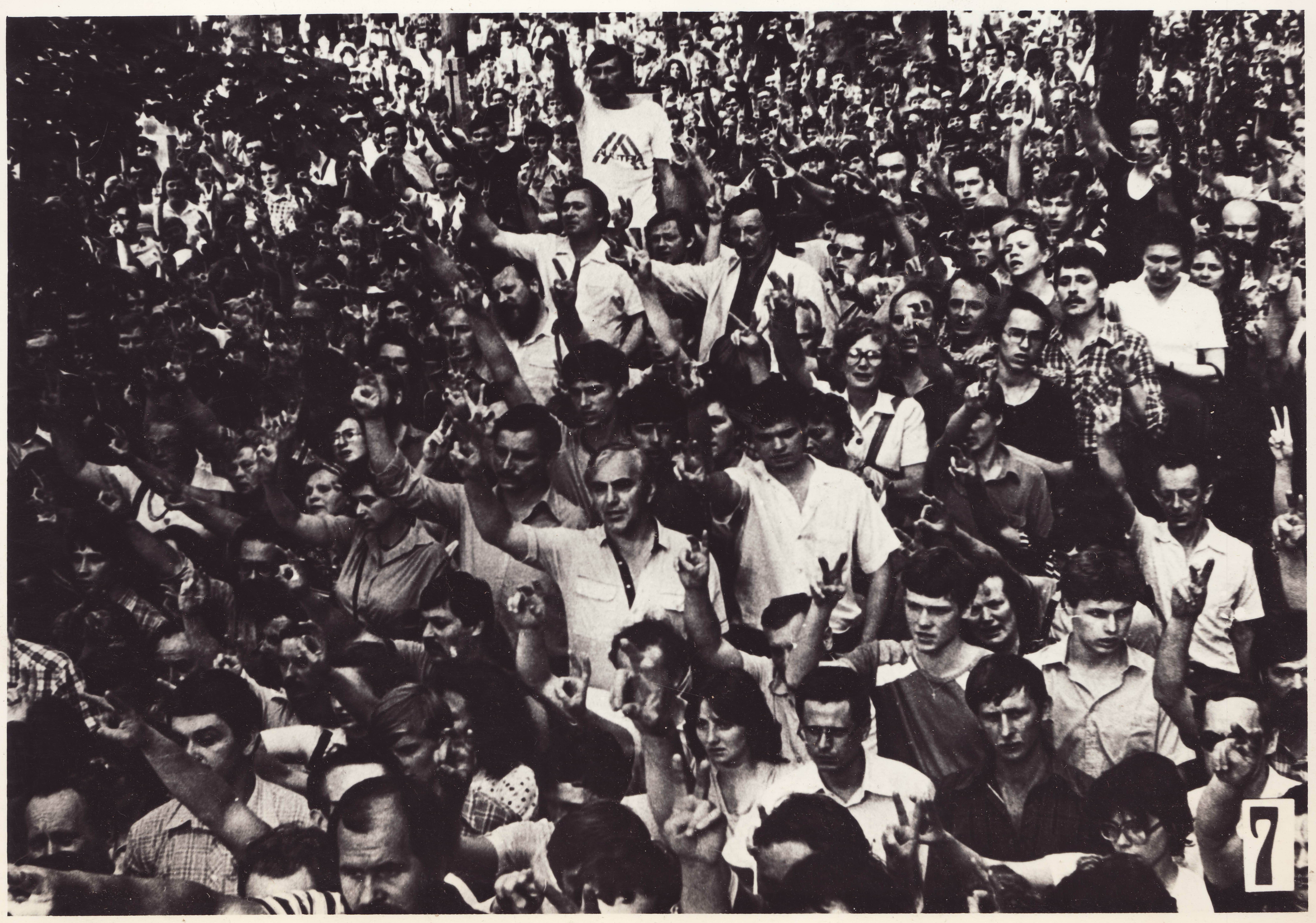
Grzegorz Przemyk funeral — 07.JPG

Похороны 19 мая 1983 собрали, по разным подсчётам, 20—60 тысяч человек. Траурная процессия превратилась в антикоммунистическую демонстрацию. Мессу в костёле Святого Станислава Костки служил викарный епископ архиепархии Варшавы Владислав Мизёлек. Многотысячное шествие с гробом в полном молчании двигалось к кладбищу Старые Повонзки. Рядом с Барбарой Садовской был капеллан «Солидарности» ксёндз Ежи Попелушко. Вскоре её принял во время визита в Польшу Иоанн Павел II.

Лес рук в жесте солидарности во время похорон Гжегожа Пшемыка был ярким символом общественной мобилизации, которая казалось подавленной за месяцы военного положения. Смерть Пшемыка стала импульсом, углубившим разрыв между властью Польской Народной Республики и значительной частью общества. Похороны позволили людям «пересчитать себя», увидеть, сколько пришло, несмотря на репрессии. Это был явный пропагандистский провал властей.

Память Гжегожа Пшемыка, наказание его убийц стали важными установками «Солидарности».

### Власть
Трагическая гибель Гжегожа Пшемыка создала серьёзные проблемы высшему партийно-государственному руководству. Военный режим укрепил власть ПОРП, с осени 1982 сопротивление «Солидарности» стало заметно спадать. Считалось, что ситуация в ПНР стабилизируется, готовилась отмена военного положения. Важное значение уделялось международному имиджу. Жестокое убийство государственными силовиками сына диссидентки компрометировало режим. Особенно трудным было положение МВД во главе которого стоял генерал Чеслав Кищак — ближайший сподвижник первого секретаря ЦК ПОРП, председателя Совета министров ПНР, председателя Военного совета национального спасения генерала Войцеха Ярузельского.
В верхушке ПОРП шла закулисная борьба между сталинистским «партийным бетоном» и «умеренными прагматиками». Ярузельский и Кищак принадлежали ко второй категории. Видным представителем «бетона» был член Политбюро секретарь ЦК генерал Мирослав Милевский. Все они состояли в неформальной «Директории», где сосредоточилась высшая власть. Милевский и Кищак давно находились в жёстком конфликте, конкурируя за контроль над силовыми структурами. Смерть Пшемыка создала ситуацию, которую Милевский посчитал ситуацию удобной для отстранения Кищака. Ранее Милевский возглавлял МВД и готов был снова занять этот пост, либо продвинуть в министры начальника СБ генерала Владислава Цястоня.
Милевский провёл на Политбюро создание специальной комиссии по расследованию дела Пшемыка. Парадоксальным образом генерал-сталинист разоблачал милицейскую жестокость, выступал за гуманизм и соблюдение законности. Однако Ярузельский принял сторону Кищака. Так же поступил Цястонь. Милевскому пришлось подчиниться и принять позицию Кищака. (Со временем Кищак свёл счёты с Милевским, причём при сходных обстоятельствах. После убийства Ежи Попелушко политическая ответственность была возложена на «бетон», Милевский отправлен в отставку, его место в Политбюро занял Кищак. Тогда же был отстранён и Цястонь.)

## Юридические последствия

### ПНР: «Версия — санитары»
Замолчать происшествие было невозможно. 17 мая в столичном официозе ПОРП Życie Warszawy появилась заметка, где говорилось о задержании «двух пьяных агрессивных мужчин, которым пришлось оказать медицинскую помощь». 20 мая генерал Кищак провёл в МВД экстренное закрытое совещание. От его имени было предложена формулировка: дело носит не политический, а уголовно-бытовой характер; «несколько садистов из милиции» и «врачи, проявившие профессиональную халатность» будут отданы под суд. Но против такого подхода запротестовал главный комендант милиции генерал Юзеф Бейм. Он категорически не соглашался возлагать ответственность на своих подчинённых. Тогда Кищак предложил иной вариант: «Может быть только одна версия — санитары». Под ударом оказались водитель скорой помощи Михал Высоцкий и санитар Яцек Шиздек, забиравшие Гжегожа из комиссариата — их обвинили в избиении, повлекшем смерть Пшемыка. Окончательные формулировки подготовил для Кищака заместитель главного коменданта милиции генерал Ежи Груба.
Одновременно власти развернули пропагандистскую кампанию, которую координировали начальник II департамента главной инспекции МВД полковник Рышард Зайковский и пресс-секретарь Совмина Ежи Урбан. Протесты польской и мировой общественности называли «созданием политического капитала на случайном несчастье», Гжегожа Пшемыка изображали «неуравновешенным парнем, склонным к агрессии и драке», Барбару Садовскую — «алкоголичкой», Цезары Филозофа — «наркоманом и социальным маргиналом». За Садовской, Филозофом, их родными и друзьями установилась плотная слежка СБ. Некоторые под угрозами завербованы в осведомители. Жёсткому давлению подверглись адвокаты Владислав Сила-Новицкий и Мацей Беднаркевич, представлявшие интересы Садовской.
Возникло противоречие между МВД и прокуратурой, некоторые сотрудники которой требовали соблюдения хотя бы минимальной законности. Генеральный прокурор ПНР Францишек Русек и его заместитель Генрик Працкий не принимали абсурдной версии об «избиении Пшемыка в машине скорой помощи», считали справедливым обвинение милиционерам и настаивали на включении в дело показаний Филозофа. 14 июля 1983 в здании ЦК ПОРП на улице Новый Свят состоялось совещание. Участвовали Чеслав Кищак, Мирослав Милевский, Генрик Працкий, заместитель генерального прокурора Юзеф Жита заместитель главного коменданта милиции Ежи Цвек, директор следственного бюро МВД полковник Збигнев Пудыш, директор следственного бюро главной комендатуры милиции полковник Казимеж Отловский, заместитель начальника столичного управления МВД полковник Юзеф Муняк. Прокурор Працкий осудил фабрикацию обвинений в отношении санитаров и выразил уверенность в избиении Пшемыка милиционерами. В ответ министр Кищак обвинил прокуратуру в предвзятости и потребовал «более широкого подхода». Отловский добавил, что органы МВД имеют право на моделирование версий. Кищак отмечал также, что если бы МВД решило всерьёз заняться Пшемыком, эта задача была бы поручена не новобранцу Косьцюку (на год старше погибшего), а опытному профессионалу. Обвинение сотрудников милиции генералы Кищак и Бейм назвали «враждебной акцией против аппарата МВД и социалистического государства». Их позицию одобрил генерал Ярузельский.
Кищак добился отстранения Працкого и передачи дела под контроль начальницы следственного отдела варшавской прокуратуры Веславы Бардоновой, неукоснительно исполнявшей директивы ПОРП и МВД. В начале 1984 Францишека Русека сменил Юзеф Жита, принявший «санитарную версию». Прокурор Эва Халупчак и поручик милиции Яцек Зёлковский повели расследование «в нужном направлении». В порядке компромисса Кищак согласился на привлечение к суду Денкевича и Косьцюка, но с гарантией оправдания.
20 декабря 1983 были арестованы водитель скорой Михал Высоцкий, санитар Яцек Шиздяк и врач-анестезиолог Барбара Маковская-Витковская. Их подвергали жёстким допросам в милиции и СБ, угрожали расправой над членами семей, держали в камерах с опасными уголовниками. Маковская-Витковская никогда в жизни не видела Гжегожа Пшемыка. Но она работала в той же бригаде скорой помощи, что санитар и водитель. Её ложно обвинили в избиении и ограблении пьяного пациента и объединили два дела — дабы включить убийство Пшемыка в своеобразное «дело скорой». В партийной печати началась пропагандистская кампания: «Скорая ворует и бьёт». Деморализация общества разнузданными нападками на медиков была сочтена приемлемой ценой обеления МВД.
Судебный процесс состоялся в 1984. Мощный прессинг возымел действие: поначалу подсудимые Высоцкий и Шиздек «признались», что били Пшемыка, свидетели Филозоф и Котаньский молчали о происходившем в комиссариате. Впоследствии подсудимые отказались от своих признаний, но суд не принял этого во внимание. Были проигнорированы многочисленные свидетельства и экспертизы о милицейском избиении. В итоге Денкевич и Косьцюк были оправданы и продолжили службу в милиции. Высоцкий и Маковская-Витковская приговорены к двум годам заключения, Шиздек — полутора годам, ещё двое врачей уволены за «халатность». Высоцкий и Шиздек практически сразу после приговора освобождены по амнистии (после более чем полугодовой предварительной отсидки), Маковская-Витковская провела в тюрьме тринадцать месяцев.
Регулярные отчёты о ходе процесса получали первый секретарь ЦК ПОРП и премьер-министр ПНР Войцех Ярузельский, члены Политбюро Мирослав Милевский, Казимеж Барциковский, Тадеуш Порембский, Юзеф Чирек, секретарь ЦК Ян Гловчик, вице-премьеры Збигнев Месснер и Мечислав Раковский, министр обороны Флориан Сивицкий, первый секретарь Варшавского комитета ПОРП Мариан Возняк (список сам по себе свидетельствует, какое значение придавалось процессу). После завершения генерал Кищак издал министерский приказ, в котором констатировал «победу над идеологической диверсией», «полное отсутствие чувства вины» и «глубокое моральное удовлетворение». Власти посчитали, будто успешно отбили «атаку антисоциалистических сил».
В приказе Кищак распорядился выплатить крупные денежные премии функционерам МВД — «за проявленную инициативу» (то есть за фабрикацию «дела скорой»). В частности, 20 тысяч злотых получил генерал Груба, по 15 тысяч — полковник Отловский, полковник Зайковский, полковник Пудыш, полковник Муняк, заместитель столичного коменданта милиции по СБ полковник Станислав Пшановский, инспектор милиции поручик Яцек Зёлковский.
46-летняя Барбара Садовская умерла в 1986. В публичном письме незадолго до смерти она обвинила «людей с медным лбом, для которых милиция равнозначна власти» в компрометации польского правосудия ради собственной выгоды и предвидела восстановление справедливости.

### Третья Речь Посполитая: срок давности
В 1989—1990 в Польше произошла смена общественно-политического строя. ПОРП была отстранена от власти, ПНР преобразована в Третью Речь Посполитую. Эти перемены отразились и на деле Гжегожа Пшемыка. Приговоры 1984 года были отменены, осуждённые полностью реабилитированы, начато новое расследование. К уголовной ответственности привлекались Иренеуш Косьцюк, Аркадиуш Денкевич и Казимеж Отловский (Косьцюк продолжал служить в полиции). Первый обвинялся в убийстве, второй в подстрекательстве, третий в воспрепятствовании правосудию, сокрытии материалов о преступлении (ещё один участник избиения формально остался неустановленным).
Первый процесс начался в 1993, приговоры были вынесены в 1999. Полтора десятилетия спустя сложно было предъявить формальные доказательства — например, какие именно удары оказались смертельными. При обвинении в умышленном убийстве польское уголовное законодательство предусматривает «понимание последствий» — что в принципе труднодоказуемо. В итоге Косьцюк был оправдан, Денкевич приговорён к двум годам заключения, Отловский к полутора годам условно. Впоследствии Отловский оправдан по апелляции. Денкевич, произнесший «чтобы не было следов», ни дня не провёл в тюрьме — медицинская экспертиза установила слабоумие. Он представлялся судье детским именем Арек, не помнил ничего относящегося к делу. В то же время психическое состояние не мешало ему заниматься бизнесом — торговлей мороженым и сладостями.
Леопольд Пшемык, отец Гжегожа, упорно добивался осуждения. Процесс на Косьцюком возобновлялся четыре раза. В 2000, 2003 и 2004 суды подтверждали оправдательный вердикт на прежних основаниях. Обвинение же в менее тяжком преступлении — например, избиении как таковом — не могло предъявляться по истечении срока давности. Однако в 2008, при пятом рассмотрении, суд признал Косьцюка виновным и приговорил к восьми годам заключения (половина срока была тут же сокращена по амнистии). Основание состояло в том, что преступление совершалось при исполнении государственных обязанностей — для такой категории срок давности ещё не истёк. В то же время судья Моника Незабитовская-Новаковская признала чрезвычайную сложность процесса и подтвердила случайный характер задержания Гжегожа Пшемыка.
В 2009 Апелляционный суд отменил обвинительный приговор, подтвердив действие срока давности. В 2010 министр юстиции и генеральный прокурор Польши Кшиштоф Квятковский подал кассационную жалобу. Верховный суд отклонил кассацию — деяние Косьцюка не квалифицировалось как коммунистическое преступление, по которому срок давности достигает тридцати лет.
Своё расследование провёл Институт национальной памяти (IPN). Предполагалось привлечение к ответственности экс-министра Кищака с группой бывших функционеров МВД. Однако в 2012 расследование было прекращено по той же причине срока давности. Леопольд Пшемык, Цезары Филозоф и Мацей Беднаркевич опротестовали решение в дзельницком суде Средместья. Но суд оставил в силе решение IPN.
Таким образом, единственным осуждённым за гибель Гжегожа Пшемыка оказался бывший сержант Денкевич — но и он не отбывал реального заключения. Леопольд Пшемык подал заявление в Европейский суд по правам человека. Он обвинил польскую прокуратуру и судебную систему в затягивании процессов, которое позволило явно виновным уйти от наказания. Европейское правосудие отреагировало гораздо быстрее польского: через два года, в 2013, ЕСПЧ признал правоту Пшемыка и обязал выплатить ему компенсацию. Спустя два месяца Леопольд Пшемык скончался.
Фактический уход от ответственности виновных в гибели Гжегожа Пшемыка — и непосредственных убийц, и тем более высокопоставленных покровителей, начиная с генералов Кищака и Ярузельского — вызывает возмущение польской общественности. В этой связи говорится о слабости правосудия, цинизме преступников, влиянии силового лобби бывшей ПНР.

## Память

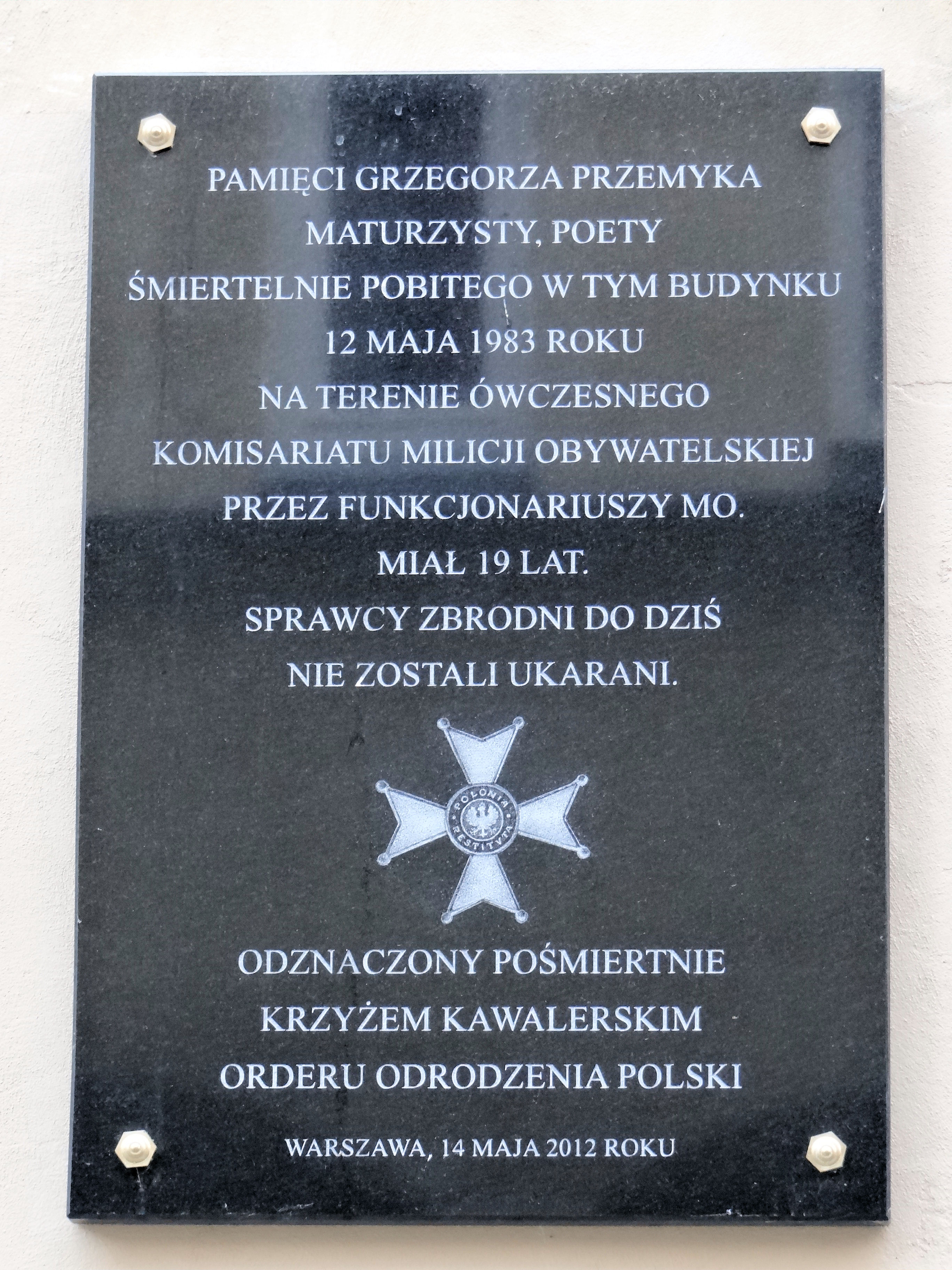

В современной Польше образ Гжегожа Пшемыка окружён почётом и скорбью. Мемориальные знаки установлены на здании оконченной им гимназии, на здании бывшего комиссариата, на часовне в Саноке. Его именем названа улица в варшавской дзельнице Прага-Полудне .
В 2008 году президент Польши Лех Качиньский посмертно наградил Гжегоша Пшемыка Кавалерским крестом ордена Возрождения Польши. В 2013 году сенат Польши специальной резолюцией почтил память Гжегожа Пшемыка и призвал осудить виновных его убийстве.
Польский публицист Цезарий Лазаревич в 2016 издал книгу Żeby nie było śladów. Sprawa Grzegorza Przemyka — Чтобы не было следов. Дело Гжегожа Пшемыка, удостоенную премии Нике. В 2021 польский режиссёр Ян Матушиньский снял фильм Żeby nie było śladów — Чтобы не было следов. Роль Барбары Садовской исполнила Сандра Коженяк, Чеслава Кищака сыграл Роберт Венцкевич, Войцеха Ярузельского — Томаш Дедек, Мирослава Милевского — Анджей Хыра, в картине снимались также Агнешка Гроховская и Томаш Кот.